# The Donovan Affair
The Donovan Affair is een Amerikaanse filmkomedie uit 1929 onder regie van Frank Capra. De film werd destijds in Nederland uitgebracht onder de titel Wie doodde Donovan?.

## Verhaal
Inspecteur Killian moet een moord oplossen. Hij voert daarom een reconstructie uit van de moord. Na de reconstructie blijkt dat er weer iemand anders is vermoord.

## Rolverdeling
| Acteur               | Personage             |
| -------------------- | --------------------- |
| Jack Holt            | Inspecteur Killian    |
| Dorothy Revier       | Jean Rankin           |
| William Collier jr.  | Cornish               |
| Agnes Ayres          | Lydia Rankin          |
| John Roche           | Jack Donovan          |
| Fred Kelsey          | Carney                |
| Hank Mann            | Dr. Lindsey           |
| Wheeler Oakman       | Porter                |
| Virginia Brown Faire | Mary Mills            |
| Alphonse Ethier      | Kapitein Peter Rankin |
| Edward Hearn         | Nelson                |
| Ethel Wales          | Mw. Lindsey           |
| John Wallace         | Dobbs                 |